# Os Miseráveis (1998)
Os Miseráveis (no original em francês: Les misérables) é um filme estadunidense de 1998, sexta adaptação para o cinema do romance Os Miseráveis, de Victor Hugo, 1862, dirigido por Bille August. Estrelado  por Liam Neeson, Geoffrey Rush, Uma Thurman e Claire Danes. 
Como no romance original, a trama segue a vida de Jean Valjean (Liam Neeson), um ex-condenado (em liberdade condicional após 19 anos de trabalho forçado, por roubar comida) perseguido pelo Inspetor Javert (Geoffrey Rush). Foi filmado em Barrandov Studios em Praga. 

## Sinopse
O filme conta a vida de Jean Valjean (Liam Neeson), um homem preso por roubar um pão. Posto em liberdade condicional após cumprir 19 anos de prisão em trabalhos forçados, Valjean, quando estava se dirigindo a outra cidade onde se apresentaria á justiça, é recebido na casa de um  Bispo Católico. Ainda assim, à noite Valjean rouba a prataria do  Bispo; Mas é pego pela polícia enquanto fugia e levado a casa do Bispo. Quando os policiais perguntam-lhe sobre o roubo, ele  confirma que deu a prata a Valjean e ainda lhe dá dois castiçais. Depois de 9 anos, Valjean se torna um rico industrial e prefeito. Sua paz acaba quando Javert (Geoffrey Rush), um inspetor de polícia, que anteriormente foi um guarda da prisão onde Valjean estava, o reconhece e tem quase certeza de que o prefeito é um ex-prisioneiro que nunca se apresentou para cumprir as exigências da liberdade condicional. Enquanto isso, Fantine (Uma Thurman), uma das empregadas da fábrica de Valjean é despedida por ser mãe solteira e se vê obrigada a se prostituir para enviar dinheiro para as pessoas que cuidavam de sua filha. Quando Javert a prende, seu ex-patrão usa sua autoridade para libertá-la e a recebe em sua casa, pois ela está doente. Javert não consegue provar a verdadeira identidade do prefeito, porque outro homem, Carnot, é confundido com ele e está prestes a ser preso. Valjean vai ao tribunal e revela sua identidade. Quando ele visita Fantine, descobre que ela está gravemente doente e, sentindo que ela pode morrer promete criar a sua filha Cosette. Quando Fantine morre, Valjean escapa de Javert, resgata Cosette dos Thénardiers e foge com ela para Paris, sendo perseguido por Javert através dos anos. Ate que Javert consegue pega-lo, Valjean pensa que Javert vai o mata lo, mas ele acabe se matando. E assim Jean volta a sua "filha", Cossette. E vive sua vida.

## Elenco
- Liam Neeson .... Jean Valjean
- Geoffrey Rush .... Javert
- Uma Thurman .... Fantine
- Claire Danes .... Cosette
- Hans Matheson .... Marius Pontmercy
- Peter Vaughan ....  Bispo
- Reine Brynolfsson .... Capitão Beauvais
- Christopher Adamson .... Bertin
- Tim Barlow .... Lafitte
- Timothy Bateson .... Banqueiro
- John McGlynn .... Carnot
- Mimi Newman .... Cosette (8 anos)
- Shane Hervey .... Gavroche
- Lennie James .... Enjolras
- Jon Kenny .... Monsieur Thénardier
- Gillian Hanna .... Madame Thénardier
- Sylvie Koblizkov .... Éponine